# Angilbert
Angilbert (rond 760  - 18 februari 814) was een Frankische tijdgenoot van Karel de Grote. Hij was van adellijke Frankische afkomst en was opgeleid aan de paleisschool in Aken, die toen onder leiding van Alcuinus van York stond. Angilbert, een zeer veelzijdig man, diende Karel de Grote in verschillende hoedanigheden. Hij was onder meer diplomaat, zendgraaf, lekenabt en dichter. Zijn bijnaam aan het Karolingische hof was Homerus. Zijn gedichten en liederen droeg hij voor op hoffeesten. Hij had een relatie met Karels dochter, Bertha, en fungeerde dus als schoonzoon van Karel de Grote.  
Toen Karel de Grote zijn jongste zoon Pepijn als koning van de Longobarden naar Italië stuurde, ging Angilbert mee als  primicerius palatii, dat wil zeggen als hoogste ambtenaar en raadgever van het satelliethof. Als vriend en adviseur van Pepijn assisteerde hij deze een tijdje bij het regeren van Italia. Angilbert overhandigde aan paus Adrianus I het document over iconoclasme, dat de Frankische synode van Frankfurt had opgesteld. Later leidde hij in 792, 794 en 796 nog drie belangrijke missies naar de paus.
Samen met Bertha kreeg hij vijf kinderen. Een daarvan was de geschiedschrijver Nithard.
Hij werd lekenabt van de Abdij van Saint-Riquier waar hij bouwwerken liet uitvoeren, onder meer de bibliotheek.
Zijn feestdag op de heiligenkalender is de dag van zijn dood, 18 februari.